# Pierre-Rémi Bons d'Anty
Pierre-Rémi Bons d'Anty, né le 1er octobre 1859 à Lanne et mort le 5 février 1916 est un diplomate français.

## Biographie
Diplômé de l'École nationale des langues orientales vivantes. Il est interprète du Consulat de France, à Tianjin en 1885, vice-consul de France à Long-Tchéou, il collabore avec Joseph Gallieni à la détermination de la frontière entre le Kwang-Si chinois et le Tonkinsous protectorat français en 1892.
Pierre-Rémi Bons d’Anty est nommé consul général de France à Chongqing, le 27 mars 1900. Il remplace Frédéric Haas. Dès son arrivée, il se montre soucieux de pénétrer plus avant à l’intérieur de l’ouest chinois. Tchongking (Chongqing) n’est donc qu’une étape sur la route de Tchentou (Chengdu). En 1905, un nouveau poste est mis en place à Tchentou (Chengdu) grâce à Rémi Bons d’Anty ; c’est en effet la capitale du Sichuan, le siège du vice-roi et le centre des affaires de la province, et les Anglais y sont déjà établis. De plus grâce, à l’action des consuls, la France a acquis d’importants intérêts dans cette province où des sociétés françaises ont obtenu la concession de mines de charbon, de fer, d’or et d’argent et de cuivre et le droit de rechercher des gisements pétrolifères. Le Quai d’Orsay donne instruction, en 1905, à Bons d’Anty, de s’installer à Chengdu. En décembre, Bons d’Anty rentre en congés en France pour un an. Il  est élevé au grade de Consul Général le 3 avril 1906. Chengdu est édifié en consulat général, le 1er juillet 1906, tandis que le consulat de Tchongking est rétrogradé au rang de vice-consulat.
De retour en Chine en janvier 1907, Bons d’Anty, sur instruction de son ministère, passe six mois à arpenter le Hunan et le Guizhou en mission de reconnaissance. Ce n’est qu’en juillet 1907 qu’il prend effectivement possession de son poste de Consul Général à Chengdu. Il y restera jusqu’en 1916. Albert Bodard lui succédera. Entretemps, parmi ses actions en support de la collaboration entre France et Chine, il appuya les actions des médecins militaires français, en particulier ceux d'Aimé-François Legendre, pour créer des institutions médicales au centre de la Chine, dont une École de médecine impériale et un Institut Pasteur à Chengdu.
Philippe Berthelot a passé deux ans en Chine, de 1902 à 1904, pour retrouver son ami Paul Claudel, mais aussi Bons d'Anty qui a été aussi  l’ami de Victor Segalen et d'Auguste Gilbert de Voisins, lors de leur séjour en 1909, Bons d’Anty, un homme habitué des milieux littéraires parisiens dont la culture , la conversation et l'expérience les ravirent. Il parla de ces deux étranges Français à Saint-John Perse, arrivant à Shangaï, qui rencontre Bons d’Anty alors qu'il souffre de dysenterie, peu avant sa mort.
« Esprit très libre et très mordant, de savoureuse originalité  toujours prompt à survoler de son sarcasme les pires incidents de sa vie , et la mémoire pleine de choses inattendues comme ses grandes malles chinoises en bois de camphre dont il encombre l'agence des Messageries maritimes. Son expérience de la Chine intérieure et sa connaissance du vieux fond chinois ont été pour moi un premier et précieux témoignage » Saint-John Perse.

## Travaux
- De Canton à Long-Tchéou par le Si-Kiang, Berger-Levrault, Nancy, 1891, lire en ligne sur Gallica
- Excursions dans le pays Chan chinois et dans les montagnes de thé, Imprimerie de la Presse oriental, Shanghai 1900
- Résumé d'un exposé sur "l'État actuel de la navigation à vapeur sur le Haut Yang-Tse Kiang ", 10 janvier 1902, (BNF 38796402)
- Le Sud du Yun-Nan, 1904, lire en ligne sur Gallica

## Source
- Maurice Zimmermann, Voyage de Mr. Bons d'Anty au Hou-nan et au Kouei-tcheou, Annales de Géographie, 1907, Volume 16  Numéro 90  p. 467–468